# لاري كراوز
لاري كراوز (بالإنجليزية: Larry Krause)‏ هو لاعب كرة قدم أمريكية أمريكي، ولد في 22 أبريل 1948.